# Gila County
Gila County er et amt i delstaten Arizona, USA med byen Globe som hovedsæde. Gila County blev dannet i 1881 fra dele af de oprindelige Maricopa County og Pinal County, og senere af en del af Yavapai County. Amtet dækker 12.421 kvadratkilometer og indeholder store mængder af mineralressourcer. Gila County-landskabet består af både ørken og bjerge.
Globe Mining District, som oprindeligt lå i San Carlos-reservatet blev føjet til Gila County. Sølv tiltrak mennesker til dette område sidst i det 19. århundrede. Da sølvressourcerne forsvandt, blev der i stedet udvundet kobber og minedriften er stadigvæk i gang.
US Forest Service ejer 56% af landet i Gila County. 37% af landet tilhører apache-reservaterne. Individuelle ejere og selskaber ejer 3% af landet, mens US Bureau of Land Management ejer 2% af landet. Delstaten Arizona og andre offentlige institutioner ejer de resterende 2% af landet.

## Ekstern henvisning
- Gila County Billeder Arkiveret 16. maj 2006 hos  Wayback Machine